# Nattheim
Nattheim is een plaats in de Duitse deelstaat Baden-Württemberg, en maakt deel uit van het Landkreis Heidenheim.
Nattheim telt 6.291 inwoners.
De gemeente werkt nauw samen met het naburige Heidenheim an der Brenz binnen een zogenaamde Vereinbarte Verwaltungsgemeinschaft, een alleen in Baden-Württemberg bestaande vorm van bestuurssamenwerking. Daarbij neemt Heidenheim een aantal gemeentelijke bevoegdheden en taken over van Nattheim.

## Plaatsen in de gemeente Nattheim
Nattheim bestaat uit drie voormalig zelfstandige gemeenten, te weten:
- Auernheim
  - Steinweiler
- Fleinheim
- Nattheim

## Infrastructuur
Op 2,5 km ten westen van Nattheim ligt de Autobahn A7 afrit Heidenheim naar de Bundesstraße 466.  Te Heidenheim an der Brenz staat het dichtstbij gelegen spoorwegstation aan de lijn tussen Aalen en Ulm. Ander openbaar vervoer in de omgeving van Nattheim is te verwaarlozen.

## Geschiedenis
Auernheim, Nattheim, Fleinheim en Steinweiler ontstonden reeds in de middeleeuwen. Steinweiler kende in het verleden bedrijvigheid door kalksteengroeven. Die zijn later stilgelegd, en de verlaten steengroeven zijn thans natuurgebied.
Auernheim en Steinweiler lagen tot 1810 in het gebied van de Abdij van Neresheim , de andere plaatsen lagen al sinds 1504 in het Hertogdom Württemberg. 
Historische gebeurtenissen van meer dan plaatselijk belang zijn verder niet overgeleverd. In 1847 opende te Nattheim de, in de gehele regio bekende, en nog steeds in bedrijf zijnde bierbrouwerij Schlumberger haar deuren.

## Bezienswaardigheden

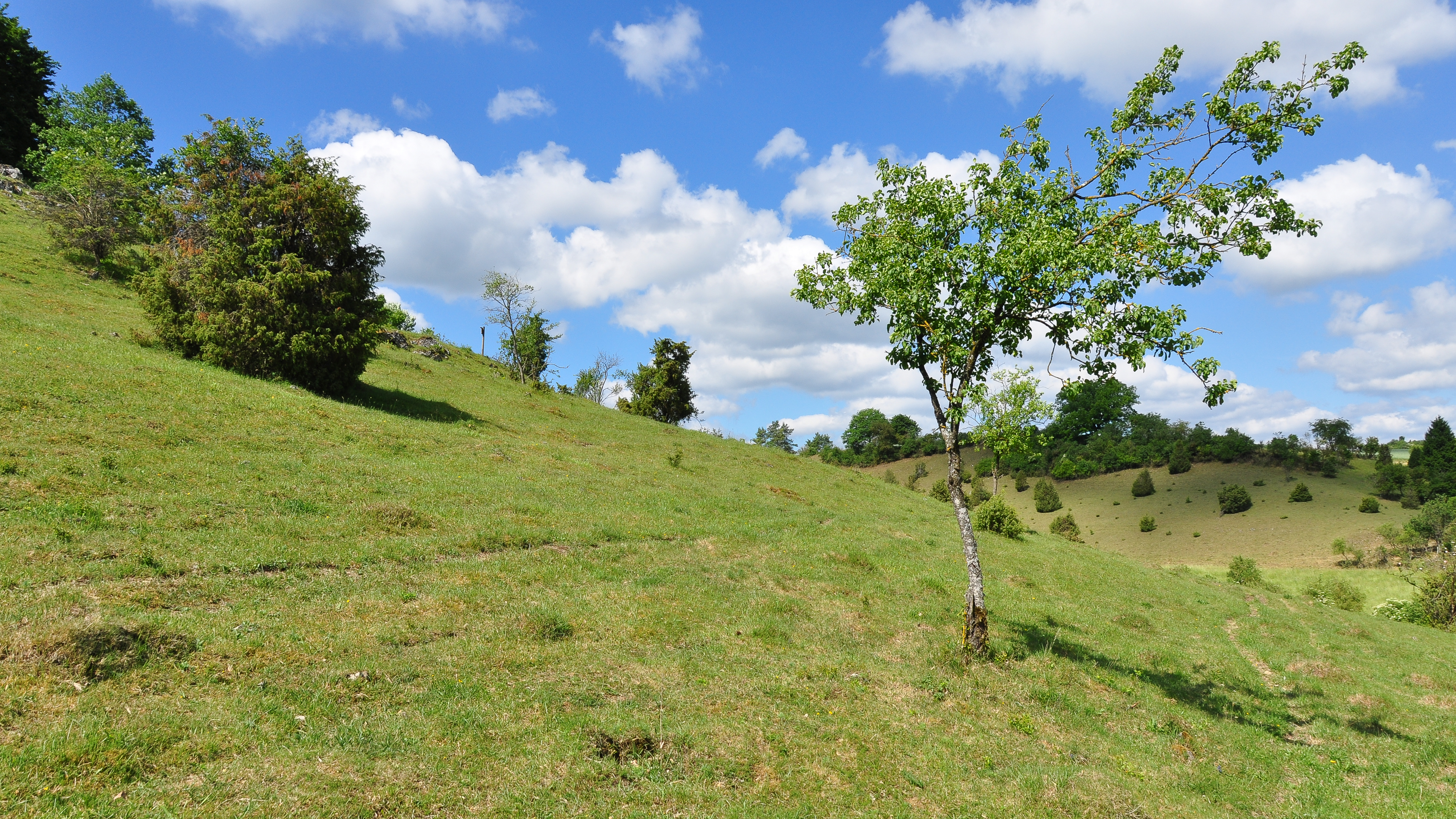
Natuurreservaat Zwing
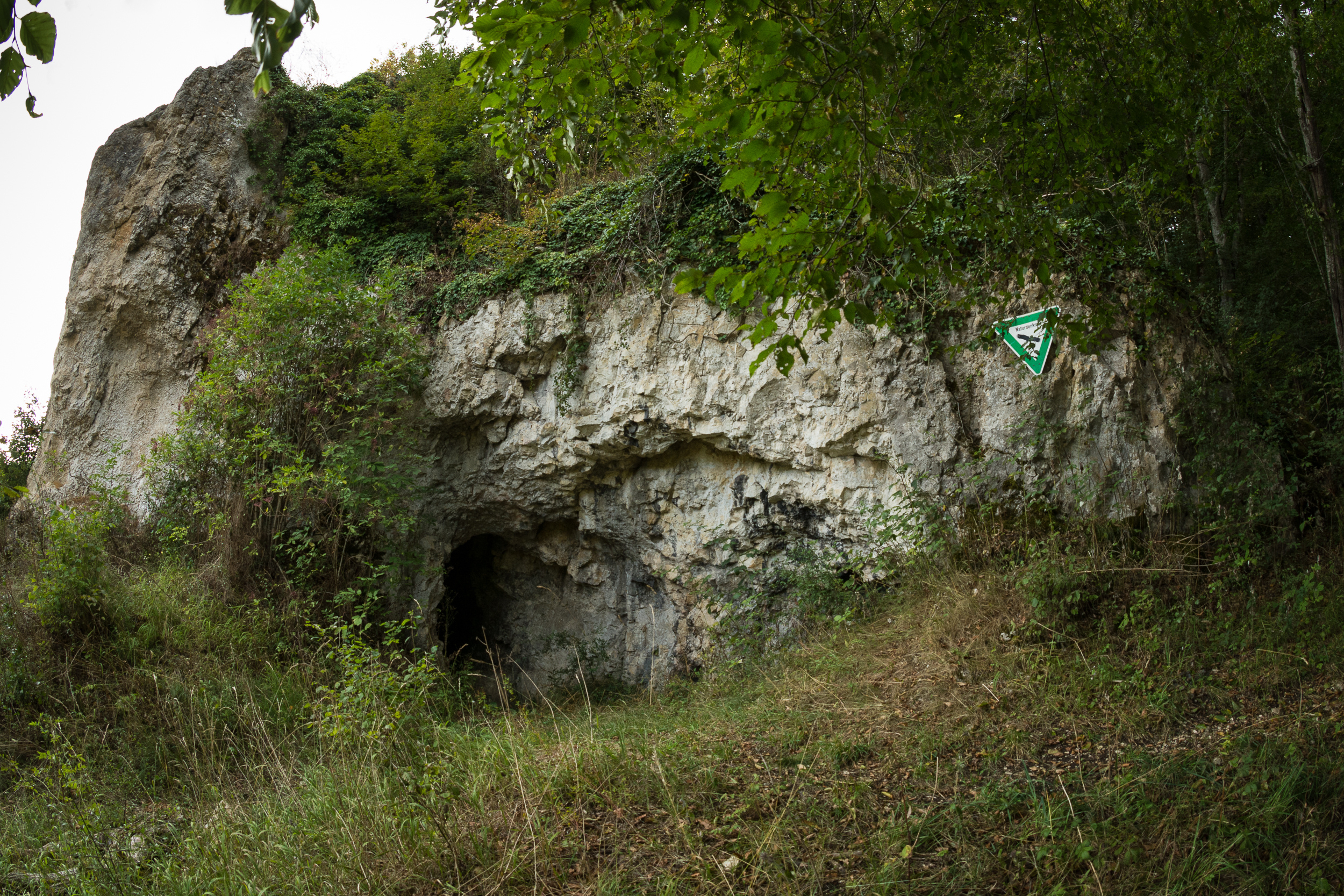
Ramensteingrot

Tussen Neresheim en de gemeente Nattheim ligt het in heuvelland gelegen natuurreservaat Zwing (104 hectare). In 2022 zijn hier wisenten uitgezet. In een ander natuurgebied, het Lindletal, ligt op 500 m ten westen van het dorp Nattheim  de grot Ramensteinhöhle, die een reservaat voor vleermuizen is en daarom niet bezocht kan worden.
Dischingen ·
Gerstetten ·
Giengen an der Brenz ·
Heidenheim an der Brenz ·
Herbrechtingen ·
Hermaringen ·
Königsbronn ·
Nattheim ·
Niederstotzingen ·
Sontheim an der Brenz ·
Steinheim am Albuch